# WTA Elite Trophy 2016
Il WTA Elite Trophy 2016 è stato un torneo di tennis femminile facente parte del WTA Tour 2016. È stata la seconda edizione del torneo che si è giocato all'Hengqin International Tennis Center di Zhuhai, in Cina, sui campi in cemento al coperto, dal 1° al 6 novembre 2016.

## Format del torneo
Il torneo singolare è composto da dodici giocatrici, di cui una wild card, divise in quattro gruppi con la formula del round robin. Vi partecipano le giocatrici che si sono classificate dalla nona alla diciannovesima posizione del ranking. Le vincitrici di ogni gruppo avanzano alle semifinale, le cui vincitrici avanzano alla finale. Per il torneo di doppio le sei coppie vengono divise in due gruppi e le vincitrici di ogni gruppo si affrontano nella finale.

## Punti e montepremi
Il montepremi del WTA Elite Trophy 2016 ammonta a 2 210 000$.
| Fase                      | Singolare      | Singolare | Doppio        | Doppio |
| Fase                      | Montepremi     | Punti     | Montepremi    | Punti  |
| ------------------------- | -------------- | --------- | ------------- | ------ |
| Campionessa/e             | RR1 + 450 000$ | RR + 460  | RR1 + 20 000$ | N.D.   |
| Finale                    | RR + 150 000$  | RR + 200  | RR1 + 10 000$ | N.D.   |
| Semifinale                | RR + 15 000$   | RR        | N.D.          | N.D.   |
| Round Robin per vittoria  | 101 500$       | 1202      | 5000$         | N.D.   |
| Round Robin per sconfitta | 27 000$        | 402       | N.D.          | N.D.   |
| Partecipazione            | N.D.           | N.D.      | 15 500$       | N.D.   |
| Alternate                 | 10 000$        | N.D.      | N.D.          | N.D.   |

*1 Vittorie e punti guadagnati nel round robin.

*2 Le wildcard guadagnano 80 punti per ogni vittoria e 0 punti per ogni sconfitta nel round robin.

## Qualificate

### Singolare
| Teste di serie | Giocatrice           | Punti | Tornei |
| -------------- | -------------------- | ----- | ------ |
| 1              | Johanna Konta        | 3,455 | 22     |
| 2              | Carla Suárez Navarro | 3,170 | 22     |
| 3              | Petra Kvitová        | 2,840 | 20     |
| 4              | Elina Svitolina      | 2,456 | 21     |
| 5              | Roberta Vinci        | 2,190 | 22     |
| 6              | Timea Bacsinszky     | 2,188 | 19     |
| 7              | Elena Vesnina        | 2,094 | 19     |
| 8              | Samantha Stosur      | 2,090 | 20     |
| 9              | Barbora Strýcová     | 2,070 | 21     |
| 10             | Kiki Bertens         | 1,912 | 21     |
| 11             | Caroline Garcia      | 1,725 | 26     |
| 12             | Zhang Shuai [WC]     | 1,585 | 21     |
| 13             | Tímea Babos [ALT]    | 1,635 | 27     |

### Doppio
| Teste di serie | Giocatrici                              | Ranking |
| -------------- | --------------------------------------- | ------- |
| 1              | Andreja Klepač / Arantxa Parra Santonja | 65      |
| 2              | İpek Soylu / Xu Yifan                   | 96      |
| 3              | Anastasia Rodionova / Olga Savchuk      | 104     |
| 4              | Oksana Kalashnikova / Tatjana Maria     | 106     |
| 5              | Liang Chen / Wang Yafan                 | [WC]    |
| 6              | Yang Zhaoxuan / You Xiaodi              | [WC]    |

## Testa a testa
WTA Elite Trophy 2016 - Singolare
| #  | Giocatrice           | Konta | Suárez Navarro | Kvitová | Svitolina | Vinci | Bacsinszky | Vesnina | Stosur | Strýcová | Bertens | Garcia | Zhang | Totale | YTD   |
| -- | -------------------- | ----- | -------------- | ------- | --------- | ----- | ---------- | ------- | ------ | -------- | ------- | ------ | ----- | ------ | ----- |
| 1  | Johanna Konta        |       | 1–0            | 1–2     | 0–1       | 1–0   | 0–0        | 1–1     | 0–0    | 0–0      | 1–1     | 1–1    | 4–1   | 10–7   | 44–21 |
| 2  | Carla Suárez Navarro | 0–1   |                | 5–5     | 2–2       | 6–1   | 4–3        | 2–0     | 3–4    | 6–1      | 2–0     | 0–1    | 2–0   | 32–18  | 39–21 |
| 3  | Petra Kvitová        | 2–1   | 5–5            |         | 5–1       | 3–3   | 0–2        | 1–0     | 7–1    | 6–1      | 1–0     | 2–1    | 1–1   | 33–16  | 42–22 |
| 4  | Elina Svitolina      | 1–0   | 2–2            | 1–5     |           | 1–2   | 0–1        | 1–2     | 0–1    | 2–0      | 0–0     | 1–0    | 1–0   | 10–13  | 38–21 |
| 5  | Roberta Vinci        | 0–1   | 1–6            | 3–3     | 2–1       |       | 1–1        | 3–5     | 1–2    | 4–2      | 1–2     | 0–1    | 2–0   | 18–24  | 28–24 |
| 6  | Timea Bacsinszky     | 0–0   | 3–4            | 2–0     | 1–0       | 1–1   |            | 2–1     | 1–1    | 0–4      | 1–2     | 2–1    | 0–1   | 13–15  | 31–22 |
| 7  | Elena Vesnina        | 1–1   | 0–2            | 0–1     | 2–1       | 5–3   | 1–2        |         | 2–3    | 0–3      | 0–0     | 2–0    | 0–0   | 13–16  | 39–19 |
| 8  | Samantha Stosur      | 0–0   | 4–3            | 1–7     | 1–0       | 2–1   | 1–1        | 3–2     |        | 1–2      | 1–0     | 0–0    | 1–2   | 15–18  | 30–22 |
| 9  | Barbora Strýcová     | 0–0   | 1–6            | 1–6     | 0–2       | 2–4   | 4–0        | 3–0     | 2–1    |          | 1–0     | 5–1    | 1–0   | 20–20  | 37–23 |
| 10 | Kiki Bertens         | 1–1   | 0–2            | 0–1     | 0–0       | 2–1   | 2–1        | 0–0     | 0–1    | 0–1      |         | 2–0    | 2–0   | 9–8    | 49–20 |
| 11 | Caroline Garcia      | 1–1   | 1–0            | 1–2     | 0–1       | 1-0   | 1–2        | 0–2     | 0–0    | 1–5      | 0–2     |        | 1–0   | 7–15   | 33–24 |
| 12 | Zhang Shuai          | 1–4   | 0–2            | 1–1     | 0–1       | 0–2   | 1–0        | 0–0     | 2–1    | 0–1      | 0–2     | 0–1    |       | 5–15   | 37–21 |

## Campionesse

### Siingolare
Petra Kvitová ha sconfitto in finale  Elina Svitolina con il punteggio di 6–4, 6–2.
- È il diciannovesimo titolo in carriera per Kvitová, secondo della stagione.

### Doppio
İpek Soylu /  Xu Yifan hanno sconfitto  Yang Zhaoxuan /  You Xiaodi con il punteggio di 6–4, 3–6, [10–7].